# Camembert (Orne)
Camembert è un comune francese di 213 abitanti situato nel dipartimento dell'Orne nella regione della Normandia. Questo minuscolo villaggio è noto in tutto il mondo per il formaggio omonimo.
Camembert è stato nominato "il più esteso tra i piccoli villaggi francesi"; infatti sebbene la superficie comunale sia di 10 km², il villaggio è composto dalla chiesa, dal comune, dal Museo del formaggio, dalla casa di Marie Harel, dalla Ferme President e da tre case.

## Storia
Si ritiene che l'origine del nome sia camp de Mambert, campo di Mambert, nome di chiara origine germanica. Camp è la variante normanna del francese champ, campo. Nel 1791 la contadina Marie Harel inventò il famosissimo formaggio.

## Gastronomia
Il villaggio è conosciuto per aver dato il nome al celebre formaggio.
La Normandia produce diversi tipi di camembert, tra cui il camembert di Normandia con una Denominazione d'origine controllata (DOC):
- Camembert de Normandie, Normandia, DOC dal 1986,
- Camembert fermier, Normandia,
- Camembert au calvados, Normandia.

## Società

### Evoluzione demografica
Abitanti censiti